# Nyctemera madagascarica
Nyctemera madagascarica är en fjärilsart som beskrevs av Embrik Strand 1909. Nyctemera madagascarica ingår i släktet Nyctemera och familjen björnspinnare. Inga underarter finns listade i Catalogue of Life.